# Oranjehotel
Oranjehotel var smeknamnet för polisfängelset Polizeigefängnis i fånglägret i Scheveningen, Nederländerna, under andra världskriget.
Mellan 1940 och 1945 satt mer än 25 000 människor fängslade i Oranjehotel. Majoriteten hade gripits för motstånd, olydnad eller uttryck för missnöje med de tyska ockupanterna. Dessutom fängslades judar, Jehovas vittnen, romer och sinter samt personer som arresterades för ekonomiska brott, som stöld och svarthandel. Många dömdes till straff i tyska läger eller fängelser. Mer än 250 fångar dömdes också till döden och sköts på den närliggande Waalsdorpervlakte. Namnet Oranjehotel härstammar från början av den tyska ockupationen; då Nederländerna förknippas med färgen orange har namnet sedan dess använts som en hyllning till de många nederländska motståndsmän som satt fängslade där.

## Historia
I slutet av första världskriget byggdes en cellbarack i trädgårdarna till specialfängelset i Scheveningen. På grund av den ökande smugglingen och kriminaliteten blev det brist på celler och ett enplans cellbarackkomplex, bestående av 500 enskilda celler, valdes som en tillfällig lösning. Storleken på cellerna motsvarade inte tidens standard och faciliteterna var begränsade.
Från 1919 till 1940 fungerade cellbarackerna i Scheveningen-fängelset som ett interneringscenter för småbrottslingar. Efter den tyska invasionen den 10 maj 1940 hölls tyska krigsfångar, medlemmar i Nationaal-Socialistische Beweging och rikstyskar, som hade tillfångatagits under striderna i och runt residenset, inlåsta. Efter Nederländernas kapitulation tog nazisterna över fängelset.

## Ursprunget till namnet Oranjehotel
Namnet Oranjehotel användes första gången i slutet av 1940 och nämndes den 8 mars 1941 i den illegala tidningen De Vrije Pers och den 10 maj 1941 i Vrij Nederland. Det blev snart känt bland den nederländska befolkningen att många medlemmar av motståndsgrupper och andra principiella motståndare till den tyska ockupanten satt fängslade i Scheveningens cellbaracker. Oranje, namnet på den holländska kungafamiljen, var symbolen för motståndet mot de tyska ockupanterna. En välkänd anonym dikt, som har cirkulerat sedan 1941 och hängt på fängelsets väggar, härstammar också från denna tidiga period.
Namnet syftar förmodligen också på Hotel d'Orange, ett hotell som låg på boulevarden i Scheveningen och som ofta hänvisades till med det holländska namnet Oranje-Hotel. Hotel d'Orange skadades svårt under krigsperioden 1940-1945 och revs i början av 1950-talet.

## 1940-1945
Efter Nederländernas kapitulation togs huvudbyggnaden i Scheveningenfängelset i bruk av de tyska ockupanterna som Deutsches Untersuchungs- und Strafgefängnis och Kriegswehrmachtgefängnis . På grund av tyska farhågor för en eventuell allierad landstigning vid Scheveningens kust, flyttades dessa två till Utrecht i slutet av juni 1942. I november 1940 tog den tyska polisen över cellbarackerna i Scheveningen-fängelset som Polizeigefängnis (polisfängelset): 'Het Oranjehotel'. Det var ett interneringscenter för fångar från den tyska polisen, Sipo-SD (Sicherheitspolizei und Sicherheitsdienst ).

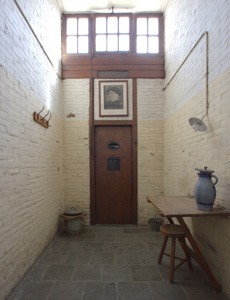
Cell 601 i Oranjehotel.

### Fångar
Oranjehotel spelade en viktig roll i lagföringen av de olika formerna av motstånd i de ockuperade Nederländerna. Cellerna i Scheveningen-fängelset inhyste människor från alla samhällsskikt: soldater, studenter, arbetare, konstnärer, tjänstemän, politiker, präster - män, kvinnor och barn. De kom från hela landet. Majoriteten hade arresterats för trots eller civil olydnad. Särskilt fram till början av 1941 hade politiska fångar övertaget i Oranjehotel. Dessutom var fängelset en transitpunkt för fångar som hade arresterats på grund av sin etnicitet, livsfilosofi eller sexuella läggning. Ekonomiska brottslingar hölls också fängslade i Oranjehotel: tjuvar, illegala slaktare och svarta marknadsförare som bröt mot distributionssystemet.
Den första stora gruppen motståndsmän som fängslades där i slutet av 1940 var medlemmar av Geuzengroep. Mer än hundra av dessa motståndsmän befann sig i Oranjehotel samtidigt. Femton av dem, och tre andra fångar, sköts den 13 mars 1941 på Waalsdorpervlakte (den berömda "Arton döda" som Jan Campert skrev sin dikt om). Sedan den 2 april 1941 anlände 47 medlemmar av Stijkelgroep och från början av juni 1941 ett ännu större antal kommunister och många andra politiska fångar.
Några fångar torterades under förhör för att få dem att tala. Ansvariga för detta var Sicherheitsdienst, vars "läkare" Ernst Knorr var ökänd för sina långtgående tekniker, samt medlemmar av Haags kommunpolis. Flera personer torterades till döds eller mördades i Oranjehotel, som Pieter Philippus van den Berg (kommunist) den 29 augusti 1940, Sjaak Boezeman (de Geuzengroep) den 9 januari 1941 och Herman Holstege (kommunist) den 2 september 1941.
Totalt satt över 25 000 personer fängslade i Oranjehotel under ockupationen. De arresterades av tyskarna för olika motståndshandlingar eller Deutschfeindlichkeit, från att lyssna på Radio Oranje till att begå attacker mot tyskar och ekonomisk brottslighet. Några släpptes efter att deras fall hörts av nazisterna, men många tusen dömdes till långa vistelser i tyska läger eller fängelser. Mer än 250 dödsdömda personer sköts från Oranjehotel på Waalsdorpervlakte.

## Efter 1945
Den 6 maj 1945 släpptes de första fångarna från Oranjehotel. Efter de sista fångarnas frisläppning blev Scheveningenfängelset ett centralt förvar för politiska fångar. Människor fängslades som hade samarbetat med de tyska ockupanterna och den nazistiska regimen, inklusive NSB-ledaren Anton Mussert, Meinoud Rost van Tonningen och Max Blokzijl. Hit återvände även Ernst Knorr, nu inte som förhörsledare utan som fånge. Från 1949 användes cellbarackerna igen som ett 'vanligt' häkte.

## Stiftelsen Oranjehotel
Den 24 juni 1946 grundade ett antal före detta fångar, Nederländska Röda Korset och Rijksinstituut voor Oorlogsdocumentatie kommittén Oranjehotel. De bestämde sig för att ”skapa ett bestående minne (...) i Oranjehotel i form av ett monument eller minnesmärke och att behålla några dödsceller som en slags pilgrimsfärd”. Oranjehotelmonumentet, som de förverkligade, består av 'Dödscell 601', 'Lilla porten', minnestavlan 'De var anonyma' och 'Dödsböckerna'. För att förvalta Monument Oranjehotel grundade de stiftelsen Oranjehotel den 6 maj 1947, som också organiserade ett årligt högtidligt minne efter att monumentet och Cell 601 stod färdigt. Under de senaste åren har stiftelsen förbundit sig att bevara och renovera Oranjehotel som ett autentiskt monument. Detta resulterade i ett allmänt tillgängligt minnescenter, där fångarnas berättelser visas i en permanent utställning. Stiftelsen heter sedan 2021 Stichting Nationaal Monument Oranjehotel (förkortat: Stichting NMOranjehotel).

## Cell 601
Ett antal celler i Oranjehotels mittkorridor, D-korridoren, användes som dödsceller. Här väntade dödsdömda fångar på ordern att gå genom porten till lastbilen som skulle ta dem till Waalsdorpervlakte. Dessa fångar var under en mindre strikt regim. De fick ibland något att röka, fick ta emot besök av en präst eller präst och skriva avskedsbrev. Flera av dessa avskedsbrev har bevarats och kan ses i Oranjehotel National Monument.
Cell 601 har bevarats i sitt ursprungliga skick. Väggarna visar fångarnas autentiska inskriptioner som uttrycker hopp, rädsla och hemlängtan. Det finns en säng, pall, hopfällbart bord, klädhängare, trähylla och Kübelton (där fångarna fick göra sina behov). Cell 601 utgör kärnan i Oranjehotel National Monument. Under det årliga minnet lägger hundratals människor blommor på Cell 601.
2020 upptäckte fyra TU Delft-studenter inskriptioner av Daniel de Blocq van Scheltinga på en vägg i Oranjehotel. Det här är texter som han ristade in i väggen på Cell 601 under månaderna efter gripandet. Aldrig tidigare har en efterkrigstext av nazistiska sympatisörer eller kollaboratörer upptäckts.

## Oranjehotel minnescenter
Sedan 2009 används inte längre cellbarackerna i Scheveningen, det tidigare Oranjehotel, för internering. Med tanke på den historiska betydelsen av cellbarackerna gjorde stiftelsen Oranjehotel planer på att bevara Cell 601 och öppna den för allmänheten. I samarbete med Rijksgebouwendienst och Säkerhets- och justitiedepartementet gjordes en projektering för ett minnescenter, vars genomförande beslutades 2016. Att bevara hela komplexet visade sig vara omöjligt. Efter att två tredjedelar av cellbarackerna hade rivits 2016 påbörjades renoveringen och inredningen av National Monument Oranjehotel 2018. Den 15 januari 2018 utsågs Anke van der Laan till den första chefen för Oranjehotel minnescenter.
Sedan 2021 har National Monument Oranjehotel inkluderats i Nederländernas museumregister.
I september 2021 förklarades Oranjehotel och Waalsdorpervlakte vara ett riksmonument.